# Poppers

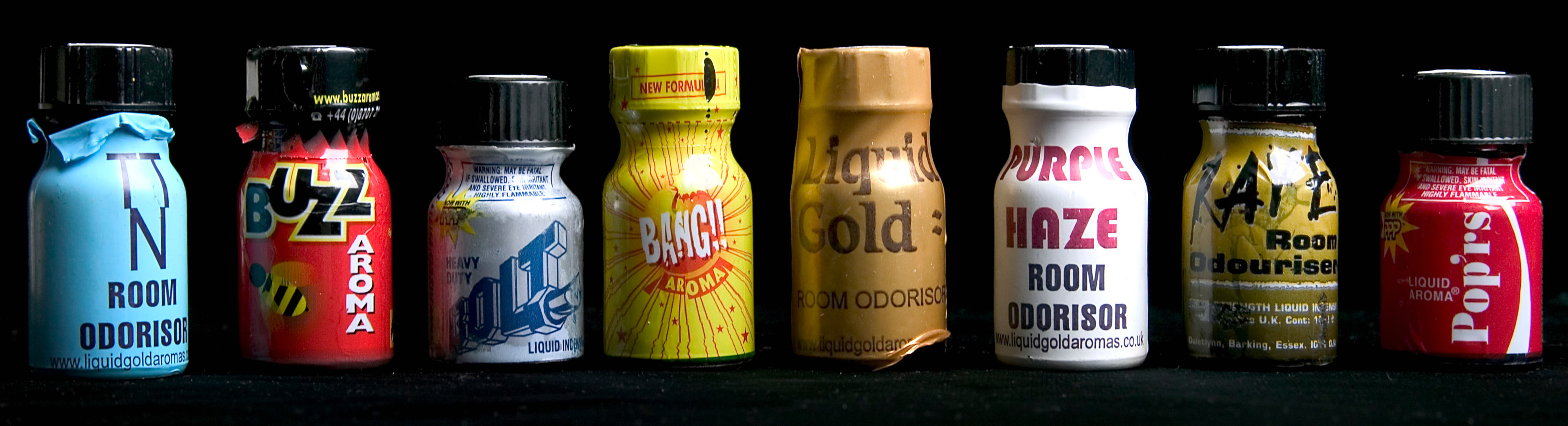
Een selectie van vrij verkrijgbare poppers

Poppers is de populaire benaming voor een aantal vloeibare, vluchtige en kort werkzame drugs. Het gaat om nitrietverbindingen (alkylnitriet) die over het algemeen in kleine glazen flesjes worden verkocht. In Nederland zijn poppers sinds 1 september 2003 niet vrij te verkrijgen, maar worden nog steeds her en der "onder de toonbank" verkocht (met name in seksshops), soms onder verhullende benamingen als "luchtverfrisser" of "leerreinigingsmiddel". De naam "poppers" is afgeleid van het Engels werkwoord to pop (knallen) en verwijst naar het geluid dat bij het openbreken van een ampul, waarin poppers vroeger verpakt werden, te horen is.
Poppers bestaan uit amylnitriet, butylnitriet, isoamylnitrite, cyclohexylnitriet of mengels daarvan. De drug heeft een sterk vaatverwijdende werking (vasodilatatie). Poppers hebben een scherpe, chemische geur die aan chloor doet denken. Poppers worden veel gebruikt als partydrug en als lustverhogend middel.

## Gebruik
Amylnitriet werd oorspronkelijk als medicijn tegen angina pectoris gebruikt, maar vanwege de korte werking al snel aan de kant geschoven. Vanwege de acute en kort durende roes die poppers veroorzaken worden ze als drug gebruikt. Daarnaast wordt de stoffen een lustverhogende en pijnstillende werking toegeschreven.
De damp van de vloeistof wordt rechtstreeks uit het flesje of via een zakdoek geïnhaleerd. De fysieke werking treedt op na 5 tot 15 seconden en duurt, afhankelijk van de geïnhaleerde hoeveelheid, ongeveer één tot vijf minuten. De werking van het middel is gebaseerd op een sterke verwijding van de bloedvaten in de hersenen.

## Effecten
Poppers veroorzaken een verhoogde hartslag en een monomane roes die de seksuele beleving versterkt. Omdat het middel de bloeddruk verlaagt kan het echter ook een negatieve uitwerking op de erectie hebben. Doordat het de bloedvaten verwijdt, kunnen tijdelijk ook andere stoffen, zoals drugs, gemakkelijker door de hersen-bloed-barrière dringen en een hevigere roes veroorzaken. Alkylnitrieten doen glad spierweefsel, waaruit onder andere kringspieren bestaan, ontspannen. Om deze reden zijn poppers onder andere populair onder mensen die anale seks beoefenen, omdat het anale penetratie vergemakkelijkt.

## Eigenschappen
Poppers zijn bij kamertemperatuur zeer vluchtig en hydrofiel. Soms bevindt zich in een poppersflesje een balletje, dat zowel bedoeld is om de vloeistof te mengen als eventueel binnengedrongen water te absorberen. De vloeistof is zeer licht ontvlambaar.

## Gevaren
Gebruik van poppers kan leiden tot huiduitslag, duizeligheid, hoofdpijn, misselijkheid en braken. Het doorslikken of in de neus inbrengen van de vloeistof kan tot ernstige irritatie en vergiftiging leiden, daarnaast bestaat het risico op hersenbeschadiging. Vanwege de irriterende werking kunnen poppers de slijmvliezen ernstig aantasten.
Een overdosis kan tot hypotensie, shock, methemoglobinemie, bloedarmoede en coma leiden. Bij overdosering na ingestie kan methemoglobinemie tot coma leiden en zonder medisch ingrijpen tot de dood.
Gebruik in combinatie met erectiestimulerende middelen als viagra kan (daar deze eveneens een vaatverwijdende werking hebben) een acute en levensbedreigende daling van de bloeddruk veroorzaken. Gebruik in combinatie met middelen die de bloeddruk verlagen (zoals alcohol, opiaten en benzodiazepinen) verhoogt de kans op duizeligheid en flauwvallen.  
Veelvuldig gebruik kan een psychische afhankelijkheid doen ontstaan. Andere langetermijneffecten zijn niet goed gedocumenteerd.